# Colonia Asunción
Colonia Asunción är en ort i Mexiko.   Den ligger i kommunen Tehuacán och delstaten Puebla, i den sydöstra delen av landet, 210 km sydost om huvudstaden Mexico City. Colonia Asunción ligger 1 642 meter över havet och antalet invånare är 147.
Terrängen runt Colonia Asunción är kuperad åt sydost, men åt nordväst är den platt. Terrängen runt Colonia Asunción sluttar österut. Runt Colonia Asunción är det glesbefolkat, med 20 invånare per kvadratkilometer. Närmaste större samhälle är Tehuacán, 3,4 km nordost om Colonia Asunción. Trakten runt Colonia Asunción består till största delen av jordbruksmark.